# Julius Perotti

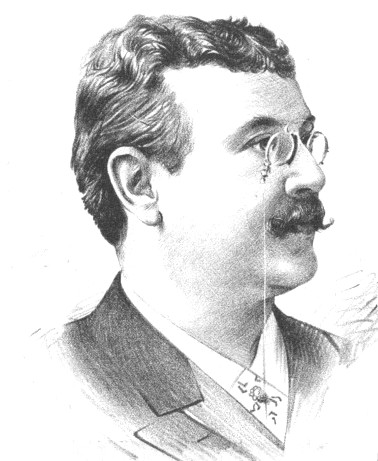
Giulio Perotti (von Jan Vilímek, 1894)

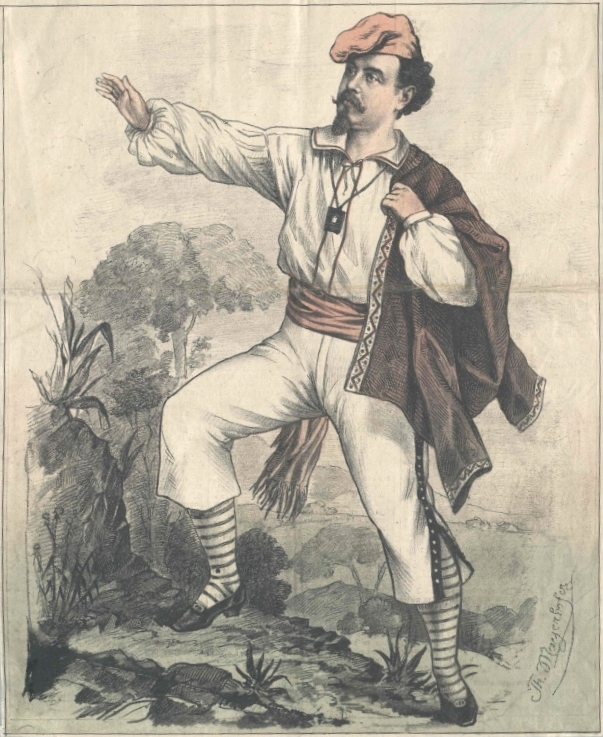
Julius Perotti als Masaniello in Die Stumme von Portici

Julius Perotti, auch Giulio Perotti, geborener Julius Prott, (* 13. März 1841 in Ueckermünde; † 28. Februar 1901 in Mailand) war ein deutscher Opernsänger (Tenor) und Rosenzüchter.

## Leben
Der aus einfachen Verhältnissen stammende Julius Prott erhielt bei einem Stettiner Kaufmann seine Lehrausbildung. Sein Onkel erkannte sein musikalisches Talent und förderte ihn. Nachdem ihm der Besuch des Stern’schen Konservatoriums unter Karl Gustav Berndal in Berlin ermöglicht worden war, setzte er seine Ausbildung bei Pietro Ramini in Florenz, bei Francesco Lamperti in Mailand sowie Giovanni Corsi und Deck-Servani in Italien als auch bei Gustave Roger in Paris fort.
Am Opernhaus in Breslau debütierte er 1863. Seine Karriere als Opernsänger führte ihn an alle bedeutenden Bühnen Deutschlands, Europas sowie Nord- und Südamerika: Mailand, Turin, Genua, Florenz, Rom, New York, Boston, Chicago, Montevideo und Buenos Aires. Zurück in Europa folgten Auftritte in Madrid, London, Moskau, Konstantinopel etc. Von 1866 bis 1868 war er Mitglied der kaiserlichen Oper in Wien. Erst 1892 nahm er stabilen Aufenthalt in Budapest, wo er bis 1900 als Mitglied der königlichen Oper wirkte, nachdem er bereits von 1878 bis 1888 derselben angehört hatte.
Seit 1879 besaß er in Triest ein Gärtnerunternehmen und züchtete international anerkannte Rosenkulturen.
Ebenso trat er mehrfach an den größten Bühnen Nordamerikas auf. Als Heldentenor entwickelte er seine bedeutendsten künstlerischen Leistungen. Dazu gehörten neben Siegmund und Siegfried im Ring des Nibelungen, Rienzi und Tannhäuser von Richard Wagner, der Arnoldo in Gioachino Rossinis Wilhelm Tell und der Raoul in den Hugenotten von Giacomo Meyerbeer.